# Oulas
L'Oulas est une rivière du sud de la France affluent droit du Dadou et donc un sous-affluent de la Garonne par le Tarn.

## Géographie
De 24,2 km de longueur, il prend sa source dans les Monts d'Alban sur la commune de Miolles dans le Tarn et se jette dans le Dadou en rive droite sur la commune de Paulinet

### Communes et cantons traversées
- Tarn : Miolles, Massals, Curvalle, Alban, Paulinet.

## Principaux affluents
- Ruisseau de la Barthabié 7,4 km
- Ruisseau de Roumignane, 5,7 km
- Riou Ferrier, 5,3 km
- Ruisseau de Bazuéjouls, 3,3 km